# Dioscorea entomophila
Dioscorea entomophila är en enhjärtbladig växtart som beskrevs av Lucien Leon Hauman. Dioscorea entomophila ingår i släktet Dioscorea och familjen Dioscoreaceae. Inga underarter finns listade i Catalogue of Life.